# 태권 파이터
"태권 파이터"(Taekwon Fighters)는 한국에서 제작된 임선 감독의 1995년 영화이다. 정국현 등이 주연으로 출연하였고 아티스트필림 등이 제작에 참여하였다.

## 출연

### 주연
- 정국현
- 이주철
- 김진수

### 조연
- 김효신
- 김태흥
- 이종상
- 김용환
- 선우진
- 최진희
- 최재은
- 김기빈
- 조용환

## 기타
- 제작총지휘: 박계봉
- 촬영부: 전한수
- 조명: 신준하
- 조명부: 양승구
- 조연출: 장명길
- 돌비녹음: 이성근
- 돌비녹음: 소원종
- 분장: 김영임
- 의상: 김미정
- 네가편집: 유재홍
- 사운드효과: 양대호
- 무술연출: 권일수
- 옵티컬: 윤종두